# Karl Stangenberg

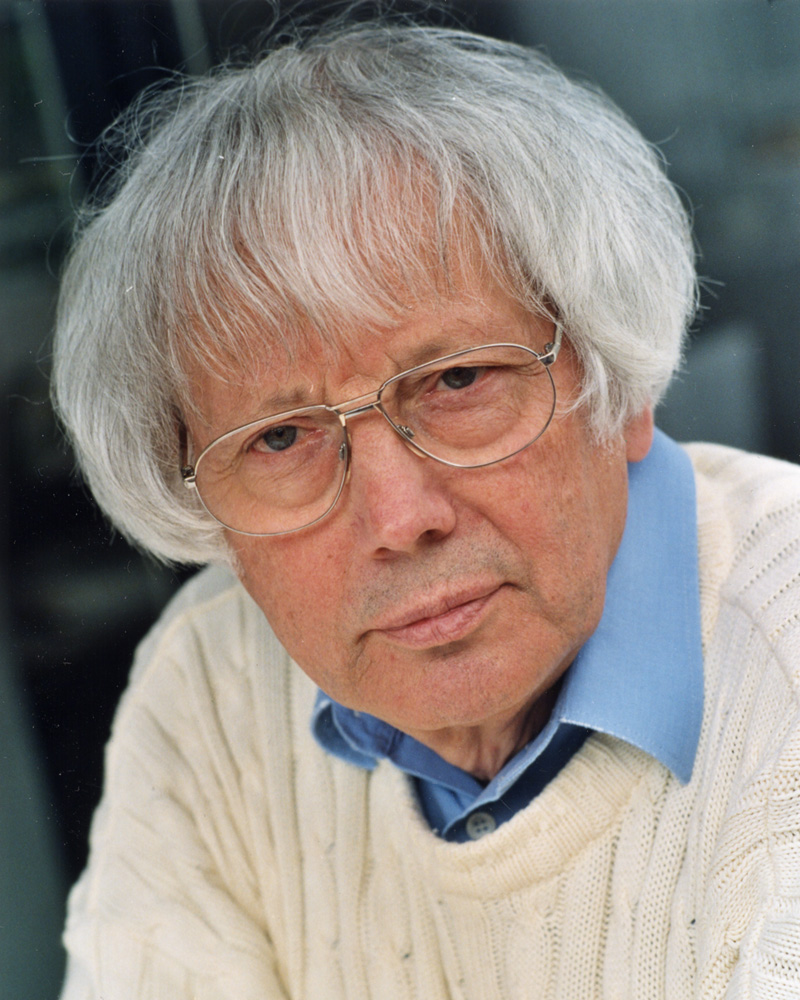
Karl Stangenberg, 2007

Karl Stangenberg (* 19. August 1928 in Oberhausen, Rheinland) ist ein deutscher Musiker und lyrischer Dichter.

## Leben und Werk
Nach Grund- und Realschule wurde Karl Stangenberg als Flakhelfer in den Kriegsdienst verpflichtet, 1945 kam er als 17-Jähriger in amerikanische Kriegsgefangenschaft. 1946 begann er sein Studium an der Folkwangschule für Musik, Tanz und Sprechen in Essen, das er 1950 mit Auszeichnung abschloss. Es folgten Engagements als Orchestermusiker in Recklinghausen und Hannover. Ab 1953 genoss er eine weitere Ausbildung an der Staatlichen Hochschule für Musik in München, die er 1955 mit der Staatlichen Prüfung für Musiklehrer abschloss. Einer seiner bekanntesten Schüler auf der historischen Blockflöte war der japanische Dirigent und Komponist Masaaki Hayakawa.
Seit 1954 widmete Karl Stangenberg sich einige Jahre auch der Malerei. Eine Auswahl seiner Bilder ist im Museum Stangenberg Merck in Seeheim-Jugenheim ausgestellt.
1959 gründete Karl Stangenberg zusammen mit dem Konzert- und Oratoriensänger Friedrich Brückner-Rüggeberg die Capella Monacensis – Münchner Solistenvereinigung zur Pflege alter Musik e. V., der er als Erster Vorsitzender und Geschäftsführer bis 1972 vorstand. Von 1963 bis 1985 unternahm Karl Stangenberg zusammen mit der Capella Monacensis weltweite Tourneen als Blockflötensolist. Er gab Konzerte in Frankreich, Belgien, Italien, Österreich, der Dominikanischen Republik, Venezuela, Brasilien, Paraguay, Uruguay, Argentinien, Chile, Ecuador, Kolumbien, Mexiko, Indien, Ceylon, Singapur, Hongkong, China, Japan, Korea, Malaysia, auf den Philippinen, in Thailand und im Iran. Eine große Anzahl von Radio-, Film- und Fernsehaufnahmen im In- und Ausland entstanden parallel; zu dieser Zeit wurden etwa 20 Tonträger eingespielt. Seinen letzten öffentlichen Auftritt als Musiker hatte Karl Stangenberg am 25. September 1985 im gotischen Saal des hessischen Landesmuseums in Darmstadt.
1985 erfolgte ein konsequenter Wechsel von der Musik zur Lyrik. Ab 1986 veröffentlichte er eigene Gedichte, seitdem konzentriert er sich ausschließlich auf Lyrik. 1992 erschien der erste Stangenberg-Gedichtband „Gedanken Spiele“.
Stangenbergs Gedichte nehmen heute einen festen Platz im Bereich der deutschen Gegenwartslyrik und der Komischen Lyrik ein. Schauspieler wie Charlotte Asendorf oder Walter Renneisen lesen auf Tonträgern und auf Veranstaltungen Stangenberg-Gedichte.
Karl Stangenberg war seit 1956 mit der 2014 verstorbenen Malerin Heidy Stangenberg-Merck verheiratet. Er lebt und arbeitet in München. Ihr gemeinsamer Sohn ist Frank Stangenberg-Haverkamp.

## Kritiken
- „Der Lyriker Karl Stangenberg hat den Wortzweifel zu seiner Muse erklärt, die eine Narrenkappe trägt. Er will, dass die Sprache sich von ihren Erstarrungen befreit, und er legt, wo er nur kann, Stolpersteine aus, um die eingebildete Gewissheit des Schwätzers zu erschüttern. So wird er zum Satiriker, der wohl weiß, dass spöttische Kritik üben heißt: Arznei im giftigen Becher zu reichen. Er hat etwas von einem Jongleur, der auf dem dünnen Seil der Grammatik seine Kunststücke vorführt.“ „(…) Er wendet sich der Einfachheit zu, weil er erfahren hat, dass sie das Komplizierteste ist, und er wählt die Kürze, um dem Leser die Gelegenheit zu geben, sich den Rest selbst zu denken. Karl Stangenberg - das zeigen seine Gedichte sehr deutlich - hat seinen Spaß mit der Sprache. Er wagt sich in alle Sackgassen, die uns unsre Welt beschert und stellt fest, dass man doch durchkommt.“[1]

- „Liebevoll beschäftigt Stangenberg sich mit dem Sinn des Unsinns; in skurrilen Bildern wird die fragwürdige Zwiespältigkeit des Menschlich-Allzumenschlichen in den banalen Verstrickungen des Alltags, aber auch der mitunter nur sich selbst bestätigende Leerlauf mancher dichterischer Versuche aufs Korn genommen …“[2]

## Werkliste
Werke Musik (Auswahl)
- 1969 bis 1970 Einspielung von 2 Schallplatten bei Quadriga-Ton
- 1973 Pavillon de Musique (Schallplatte, Quadriga-Ton)
- 1975 Telemann-Purcell-Vivaldi, (MusiCassette, Polyband)
- 1976 Flauto Amoroso (Schallplatte, CALIG)
- 1977 G. Ph. Telemann (Schallplatte, Heritage/USA)
- 1978 G. Ph. Telemann (MusiCassette, Heritage/USA; Flauto Amabile (Schallplatte, CALIG))
- 1979 G. Ph. Telemann (MusiCassette, Polyband)
- 1980 Musik des Barock (MusiCassette, Polyband; Flauto Animato (Schallplatte, CALIG)); Les riches heures de la Flute a bec (Schallplatte, AUVIDIS, Paris)
- 1982 Barocke Klänge Unterwegs (MusiCassette, Polyband)
- 1983 Il Flauto (Schallplatte, CALIG)
- 1984 Johann Sebastian Bach Cembalo-Programm (MusiCassette, Polyband)
- 1985 Virtuose Blockflötenmusik (Schallplatte, Schwann)
- 1986 Bach/Händel – Cembalo/Blockflöte (Schallplatte, Aulos)
- 1987 Blockflötenkonzerte von Telemann (Compact Disk, Metropolitan Polyband)
- 1988 Konzerte für Piccoloblockflöte von Vivaldi (Compact Disk, Metropolitan Polyband); Blockflötensonaten des Barock (Compact Disk, Metropolitan Polyband); Blockflötenwerke des Barock (Compact Disk, Metropolitan Polyband); Blockflötensonaten von Händel (Compact Disk, Metropolitan Polyband)
- 2005 Retrospektive 1 – Bach/Händel Cembalo/Blockflöte (Compact Disk, Orlandus);
- 2005 Retrospektive 2 – Barock Blockflöten-Sonaten (Compact Disk, Orlandus)
- 2006 Retrospektive 3 – Blockflöten Konzerte (Compact Disk, Orlandus)
- 2014 Retrospektive 4 – Blockflötenwerke

Werke Lyrik:
- Gedanken Spiele Reime, Verse, Gedichte, (Roether Verlag, 1992)
- Augen-Blicke Lyrisches in Vers und Reim, (Roether Verlag, 1994)
- Der Stoff aus dem die Kleider sind (1. Aufl. Roether Verlag, 1996), (2. Aufl. Orlandus Verlag, 2003)
- Konzert der Tiere, (1. Aufl. Roether Verlag 1996) (2. Aufl. Orlandus Verlag 2003)
- Ambiente Instrumente Musikalische Ungereimtheiten (1. Aufl. Roether Verlag, 1998) (2. Aufl. Orlandus Verlag, 2003)
- Problem verstehn Gedichte über Reimen und Meinen, Sagen und Fragen, (1. Aufl. Roether Verlag, 1998), (2. Aufl. Orlandus Verlag, 2007)
- Weisse Blätter – Schwarze Letter Schlichte Gedichte (Roether Verlag, 1999)
- Charlotte Asendorf liest Gedichte von Karl Stangenberg (CD, Orlandus Verlag, 1999), (CD, 2. überarbeitete Auflage, Orlandus Verlag, 2011)
- Tag und Nacht 100 Gedichte, (Orlandus Verlag, 2002)
- Das Leid von der Glocke Wahrheit + Dichtung, (Orlandus Verlag, 2003)
- Wichtig – Nichtig Gedachte Gedichte (Orlandus Verlag, 2003)
- Syrinx Vogel Stimme veröffentlichte und neue Gedichte (Orlandus Verlag, 2004)
- Vom Garten her Neue und ausgewählte Gedichte (Orlandus Verlag, 2004)
- Zeit und Traum Zeitlose und neue Gedichte (Orlandus Verlag, 2005)
- Von Haus aus Gedichte über fast alles (Orlandus Verlag, 2006)
- Wörtlich genommen Gedichte über Gestern, Heute und Morgen (Orlandus Verlag, 2009)
- Gedanken unterwegs  Quintessenzen (Orlandus Verlag, 2010)
- Aus dem Leben – Stangenberg liest Stangenberg Ausgewählte Gedichte auf CD (Orlandus Verlag, 2011)
- Die Welt in vier Zeilen Gedichte von Karl Stangenberg mit Scherenschnitten von Wolfgang Niesner (Orlandus Verlag, 2015)